# Croccante

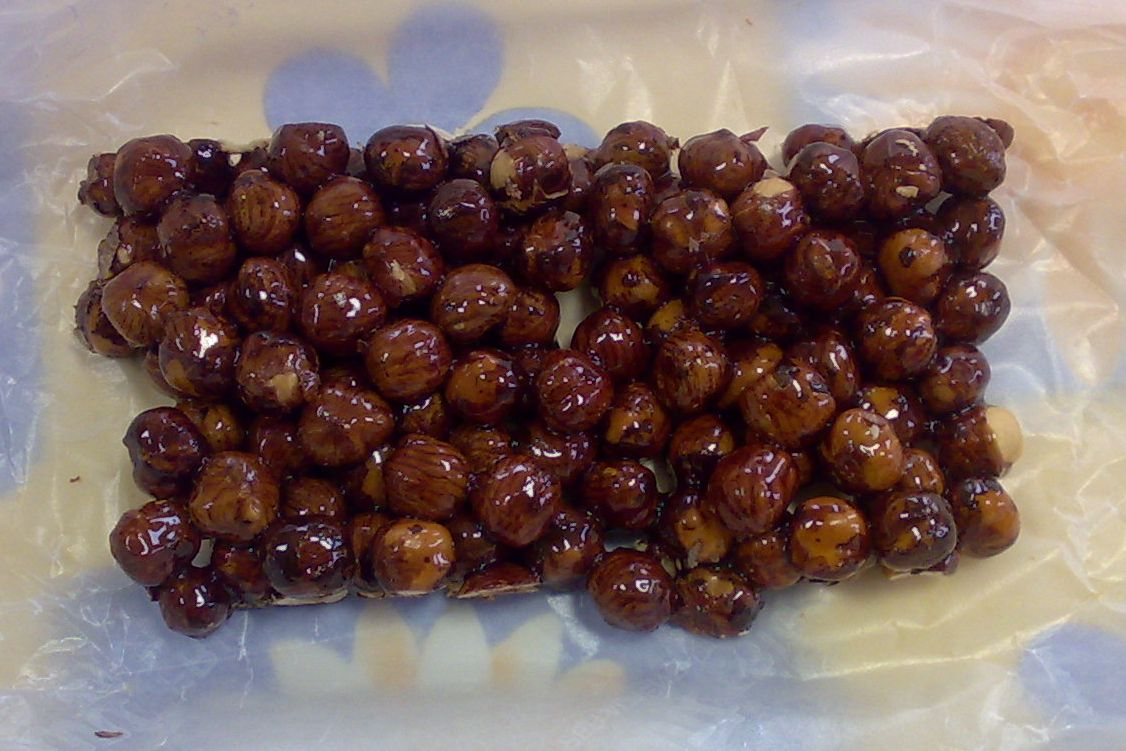
Croccante di nocciole

Il croccante è un dolce tipico di molte zone d'Italia, composto da mandorle tostate e zucchero caramellato.
Oggigiorno esistono molte varietà di croccante nelle quali le mandorle della ricetta originaria sono sostituite da altri tipi di frutta secca o altri ingredienti: tra i più comuni si possono trovare croccanti alle nocciole, alle noci, ai pinoli, alle arachidi, ma anche ai semi di sesamo, al popcorn e al pistacchio.
Il croccante è un tipico dolce che si trova nelle bancarelle dei dolciumi di fiere e sagre paesane.

## La storia
La ricetta del croccante è riportata da Pellegrino Artusi nella sezione dedicata alla pasticceria del suo famoso libro di ricette La scienza in cucina e l'arte di mangiar bene.
Il croccante è citato anche su un testo spagnolo della seconda metà del Quattrocento e ciò potrebbe indurre a pensare che la sua nascita sia avvenuta proprio in Spagna. Molti tuttavia sostengono che questo tipico dolce abbia origini italiane, nato intorno al 1200 nel Sud d'Italia come derivazione di un dolce arabo, fatto a base di mandorle, miele, zucchero e spezie.

## Ricetta
Il metodo di preparazione è molto semplice: si tratta di fondere a fuoco lento in una casseruola non stagnata o in un paiolo lo zucchero in polvere, continuando a girarlo con un mestolo di legno: una volta liquefatto lo zucchero ovvero quando ha assunto il tipico colore biondiccio, non troppo scuro in modo da non farlo diventare amaro e troppo caramellato, aggiungere le mandorle sbucciate o appena tostate, oppure qualsiasi altro ingrediente a piacimento come quelli sopra elencati. Continuare a girare brevemente per amalgamare bene e versare su di uno stampo o una lastra di marmo fredda. L'amalgama potrà essere versato anche su un'ostia. In genere ci si aiuta con una spatola per stendere bene. Il prodotto presto solidificherà e potrà essere servito affettato o a pezzi.
Secondo alcune ricette si aiuta a fondere lo zucchero con del succo di limone il quale dà anche un certo aroma. Per favorire il distaccamento dal marmo o dallo stampo ci si può aiutare bagnando la superficie con una goccia di olio o burro.

## Varietà di croccante
Si trovano numerose tipologie di dolci simili un po' ovunque nel mondo, con la ricetta originale modificata introducendo altri ingredienti come agenti lievitanti, burro di arachidi, burro. Insieme allo zucchero sono utilizzati molti altri tipi di frutta secca o altri ingredienti non comuni in Italia.
Accanto alla produzione artigianale, per lo più al momento, effettuata in apposite bancarelle in sagre e feste paesane, vi è anche una produzione industriale venduta preconfezionata.

## Riconoscimenti
- Croccante artigianale del Frignano, tutelato dal marchio collettivo "Tradizione e sapori di Modena" della Camera di Commercio di quella città.[6][7]
- Croccante di Cremona, ha ottenuto la qualifica di Prodotto agroalimentare tradizionale lombardo.[8]
- Croccante di mandorle abruzzese riconosciuto tra i prodotti agroalimentari tradizionali abruzzesi[9][10][11].